# Seco (Insel)
Seco, englisch Seco Island, ist eine kleine philippinische Insel in der nordöstlichen Sulusee etwa 39 km westlich der Küstengemeinde Tibiao auf der Insel Panay.

## Geographie
Seco ist flach und nur im Norden dürftig bewachsen, verfügt allerdings über einen großen, feinen Sandstrand und ist von einem dichten Korallenriff umgeben. Die Insel ist deshalb ein beliebtes Ziel für Badetouristen. Die Bootsfahrt von der Küste dauert etwa drei Stunden.

## Verwaltung
Die Insel gehört zur Gemeinde Tibiao (Municipality of Tibiao) in der philippinischen Provinz Antique.